# Comté d'El Dorado
Pour les articles homonymes, voir Eldorado (homonymie).
Le comté d'El Dorado (en anglais : El Dorado County) est un comté américain de l'État de Californie. Au recensement de 2020, il compte 191 185 habitants. Son siège est Placerville.

## Histoire
Le comté d'El Dorado est l'un des 27 comtés originels de Californie, créés en février 1850. Des parties de son territoire sont par la suite transférées au comté d'Amador en 1854 et au comté d'Alpine en 1864.
Le nom du comté évoque l'Eldorado, région fabuleuse où les pierres seraient faites d'or. Lorsque James W. Marshall découvre de l'or en 1848 à Coloma, dans l'actuel comté d'El Dorado, la région trouve son nom, qui est conservé lorsque le comté est instauré.

## Géographie
Le comté se situe en Californie du Nord, à la frontière avec le Nevada. Les comtés adjacents sont :
- Comté d'Alpine au sud-est ;
- Comté d'Amador au sud ;
- Comté de Sacramento à l'ouest ;
- Comté de Placer au nord ;
- Comté de Douglas (Nevada) au nord-est.

Le comté est situé dans la zone d'influence de Sacramento, la capitale de la Californie, ce qui fait qu'une partie de son territoire subit le phénomène de périurbanisation.

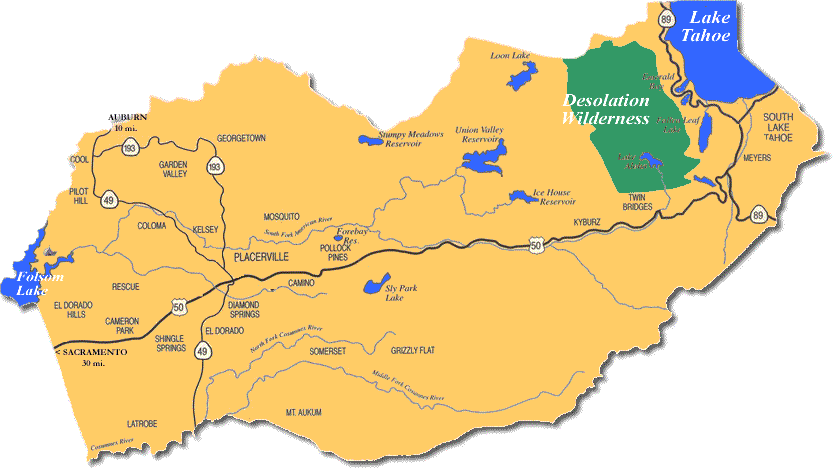
Carte du comté.
Le parc d'État d'Emerald Bay, dans le nord-est du comté, sur le lac Tahoe.

## Démographie
| 1850   | 1860   | 1870   | 1880   | 1890  | 1900  |
| ------ | ------ | ------ | ------ | ----- | ----- |
| 20 057 | 20 562 | 10 309 | 10 683 | 9 232 | 8 986 |

| 1910  | 1920  | 1930  | 1940   | 1950   | 1960   |
| ----- | ----- | ----- | ------ | ------ | ------ |
| 7 492 | 6 426 | 8 325 | 13 229 | 16 207 | 29 390 |

| 1970   | 1980   | 1990    | 2000    | 2010    | 2020    |
| ------ | ------ | ------- | ------- | ------- | ------- |
| 43 833 | 85 812 | 125 955 | 156 299 | 181 058 | 191 185 |

### Communautés
- Cameron Park
- Diamond Springs
- El Dorado Hills
- Georgetown
- Placerville
- Pollock Pines
- Shingle Springs
- South Lake Tahoe

## Transport
Les autoroutes et routes principales sont :
- U.S. Highway 50
- California State Route 49
- California State Route 89